# Анна Каренина (теплоход)
«Анна Каренина» — несерийный двухпалубный пассажирский речной колёсный теплоход. Наряду с пароходом «Н. В. Гоголь» и теплоходами типа ПКС-40 («Сура»), является одним из пяти крупных пассажирских колёсных речных судов, эксплуатирующихся в России, и крупнейшим таковым, работающим в Волжском бассейне.

## История
Судно было построено на Красноармейском судостроительном заводе (Волгоградском ССРЗ) в 1961 году по проекту 603 типа СП и эксплуатировалось до 2006 года под названием СП-3 как грузопассажирский паром-теплоход открытого типа с двухъярусной надстройкой по бортам и аппарелями в носовой и кормовой частях для перевозки автомашин и людей через реки и водохранилища. Судно эксплуатировалось в Кинешме (переправа Кинешма—Заволжск), Козьмодемьянске, Горьком (Нижнем Новгороде).
В 2008—2009 годах теплоход прошёл радикальную реконструкцию по проекту 603/257 в двухпалубное пассажирское судно с боковыми гребными винтами, после чего получил название по имени главной героини и роману Льва Толстого, стал принадлежать частному лицу и эксплуатироваться московской компанией «Росречфлот» (ООО «Речфлот») в районе Канала имени Москвы (в частности, с 2021 года на регулярных рейсах между берегами канала в Химках и от Северного речного вокзала до Химок и обратно) и Нижнего Новгорода. Имел оригинальную бело-красную окраску, с 2021 года окраска бело-синяя. Используется на регулярных, прогулочных, презентационных, банкетных, свадебных и прочих арендно-заказных рейсах и в фото-видео съёмках в виде ретро-парохода.
26 июля 2009 года на 56-м километре Канала имени Москвы при совершении поворотного манёвра «Анна Каренина» с 88 пассажирами потерпела столкновение с 4-палубным пассажирским теплоходом «Николай Бауман» (ныне «Княжна Анастасия») с 215 пассажирами. Пострадавших не было. На теплоходе «Анна Каренина» были повреждены нос и носовые надстройки, которые вскоре были отремонтированы.

## Особенности
На верхней палубе (под оригинальным шатром-тентом во всю длину) помещается до 150 человек, имеется судовая мебель и проекционно-развлекательное оборудование, а у носа устроен доступный пассажирам декоративный штурвал.
На главной палубе находится ресторан на 110 посадочных мест (или до 180 фуршетных мест) в духе аристократического салона в стиле "Модерн" начала XX века.